# Birnaviridae
Birnaviridae es una familia de virus que infecta a animales. Poseen un genoma con ARN de cadena doble como ácido nucleico, por lo que pertenecen al Grupo III de la Clasificación de Baltimore.
Actualmente hay 11 especies en esta familia, divididas en siete géneros. Las enfermedades asociadas con esta familia incluyen: IPNV: necrosis pancreática infecciosa en peces salmónidos, causa pérdidas significativas a la industria de la acuicultura. infección crónica en adultos y enfermedad viral aguda en salmónidos jóvenes.

## Descripción
Los virus de esta familia tienen cápsides con geometrías icosaédricas y de capa única, y simetría T = 13. No poseen envoltura vírica. El diámetro es de unos 70 nm. Los genomas son lineales y segmentados, de alrededor de 5,9 a 6,9 kb de longitud. El genoma codifica de 5 a 6 proteínas.
La replicación viral se produce en el citoplasma. La entrada en la célula huésped se logra mediante endocitosis mediada por receptor. La replicación sigue el modelo de replicación de los virus de ARN bicatenario. La transcripción de los virus de ARN bicatenario es el método de transcripción. Los peces salmónidos, los pollos jóvenes sexualmente inmaduros y los insectos sirven como huéspedes naturales. La ruta de transmisión es por contacto.

## Géneros
Incluye los siguientes géneros:
- Aquabirnavirus
- Avibirnavirus
- Blosnavirus
- Dronavirus
- Entomobirnavirus
- Ronavirus
- Telnavirus

## Proteínas
El genoma de Birnaviridae codifica varias proteínas:
Birnaviridae ARN polimerasa dirigida por ARN (VP1), que carece de la secuencia Gly-Asp-Asp (GDD) altamente conservada , un componente del sitio catalítico propuesto de esta familia de enzimas que existe en el motivo VI conservado del dominio de la palma de otro ARN -polimerasas de ARN dirigidas.
El gran segmento de ARN, el segmento A, de los birnavirus codifica una poliproteína (N-VP2-VP4-VP3-C) que se procesa en las principales proteínas estructurales del virión: VP2, VP3 (un componente estructural menor del virus) y en la supuesta proteasa VP4. La proteína VP4 está involucrada en la generación de VP2 y VP3. La VP3 recombinante es más inmunogénica que la VP2 recombinante.
El virus de la necrosis pancreática infecciosa (IPNV), un birnavirus, es un patógeno importante en las piscifactorías. Los análisis de proteínas virales mostraron que VP2 es el principal polipéptido estructural e inmunogénico del virus. Todos los anticuerpos monoclonales neutralizantes son específicos de VP2 y se unen a epítopos continuos o discontinuos. El dominio variable de VP2 y los 20 aminoácidos adyacentes del C-terminal conservado son probablemente los más importantes para inducir una respuesta inmune para la protección de animales.
La proteína no estructural VP5 se encuentra en el segmento A de ARN. Se desconoce la función de esta pequeña proteína viral. Se cree que influye en la apoptosis, pero los estudios no coinciden por completo. La proteína no se puede encontrar en el virión.